# Kapstachelbeere

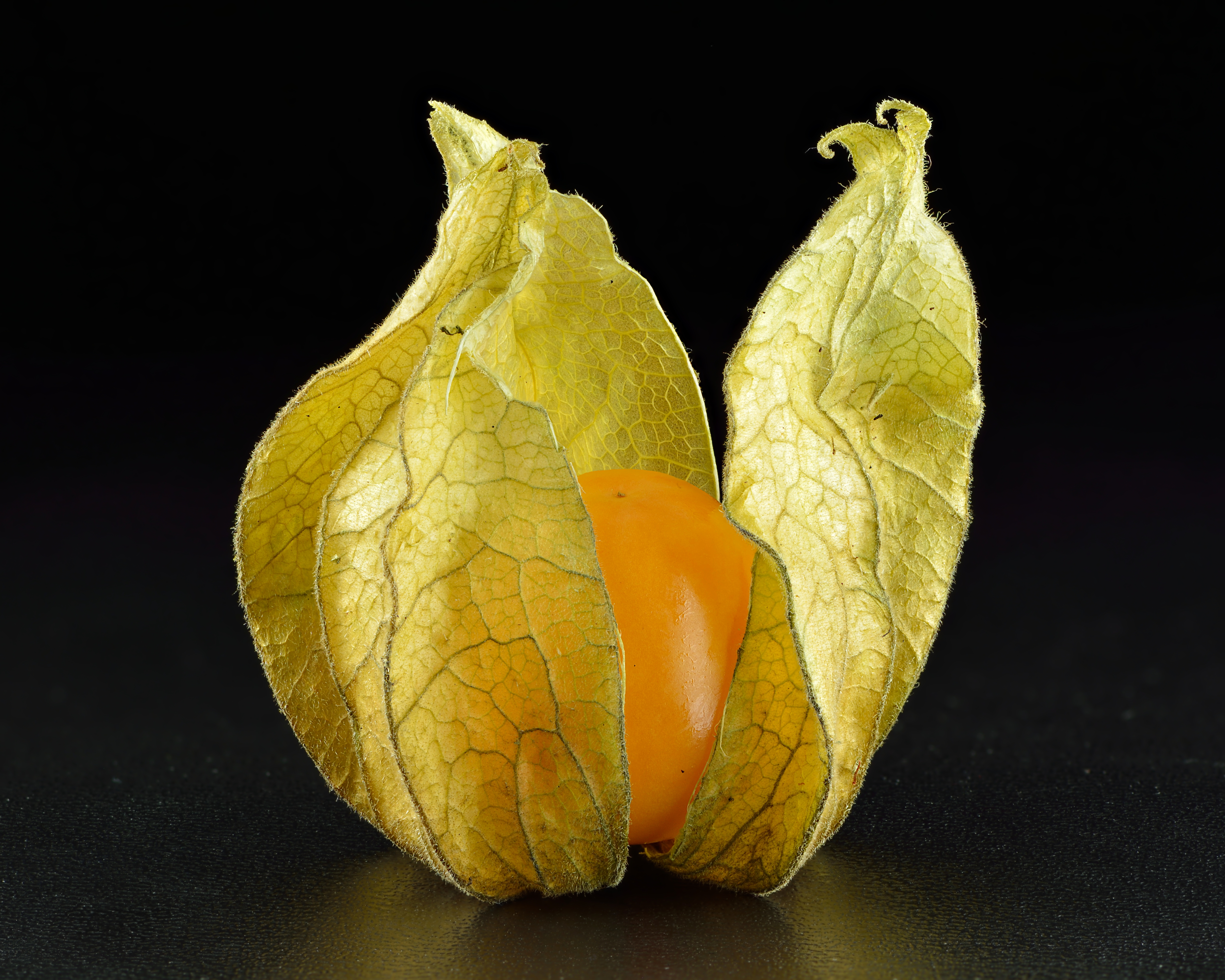
Reife Frucht

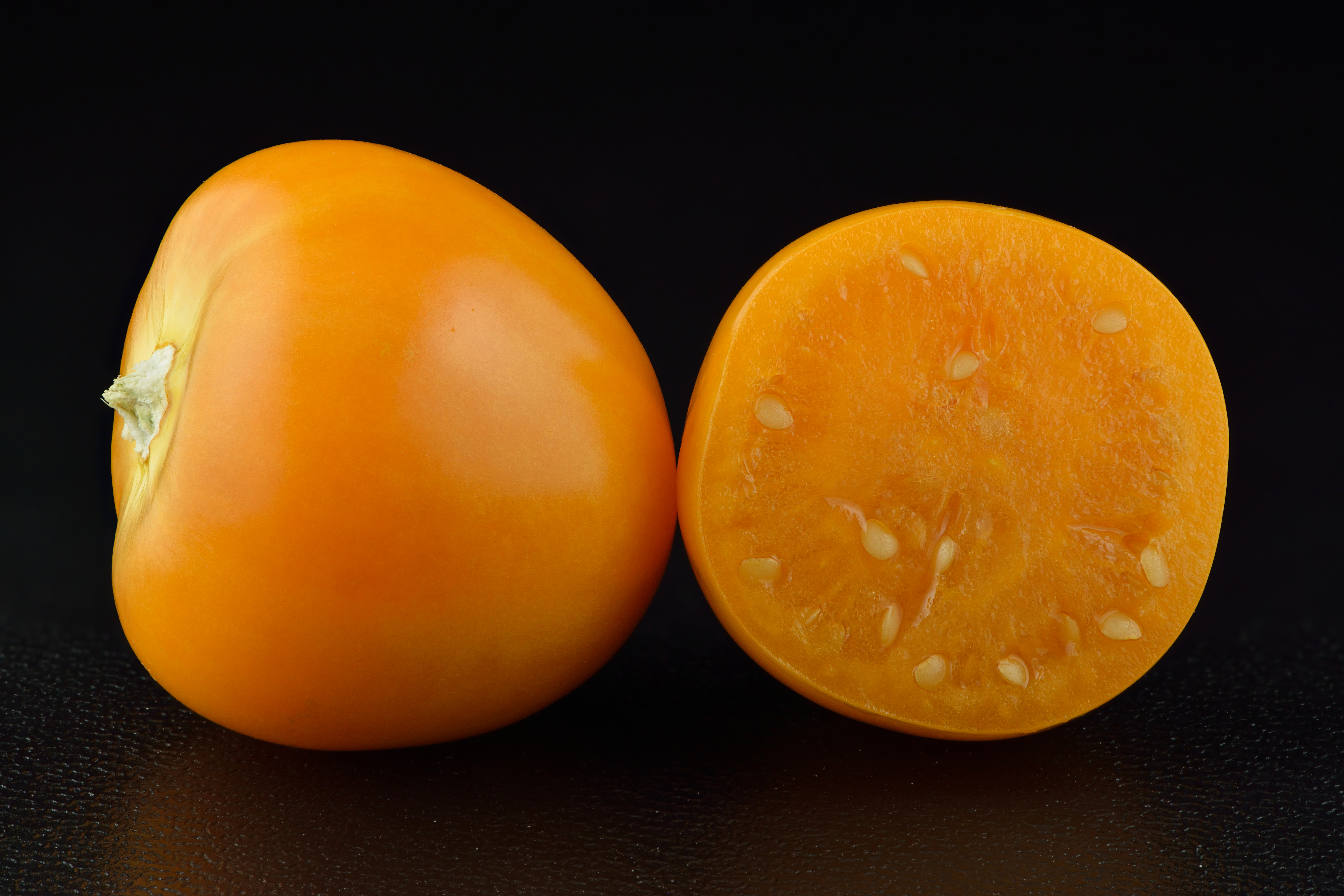
Reife Früchte

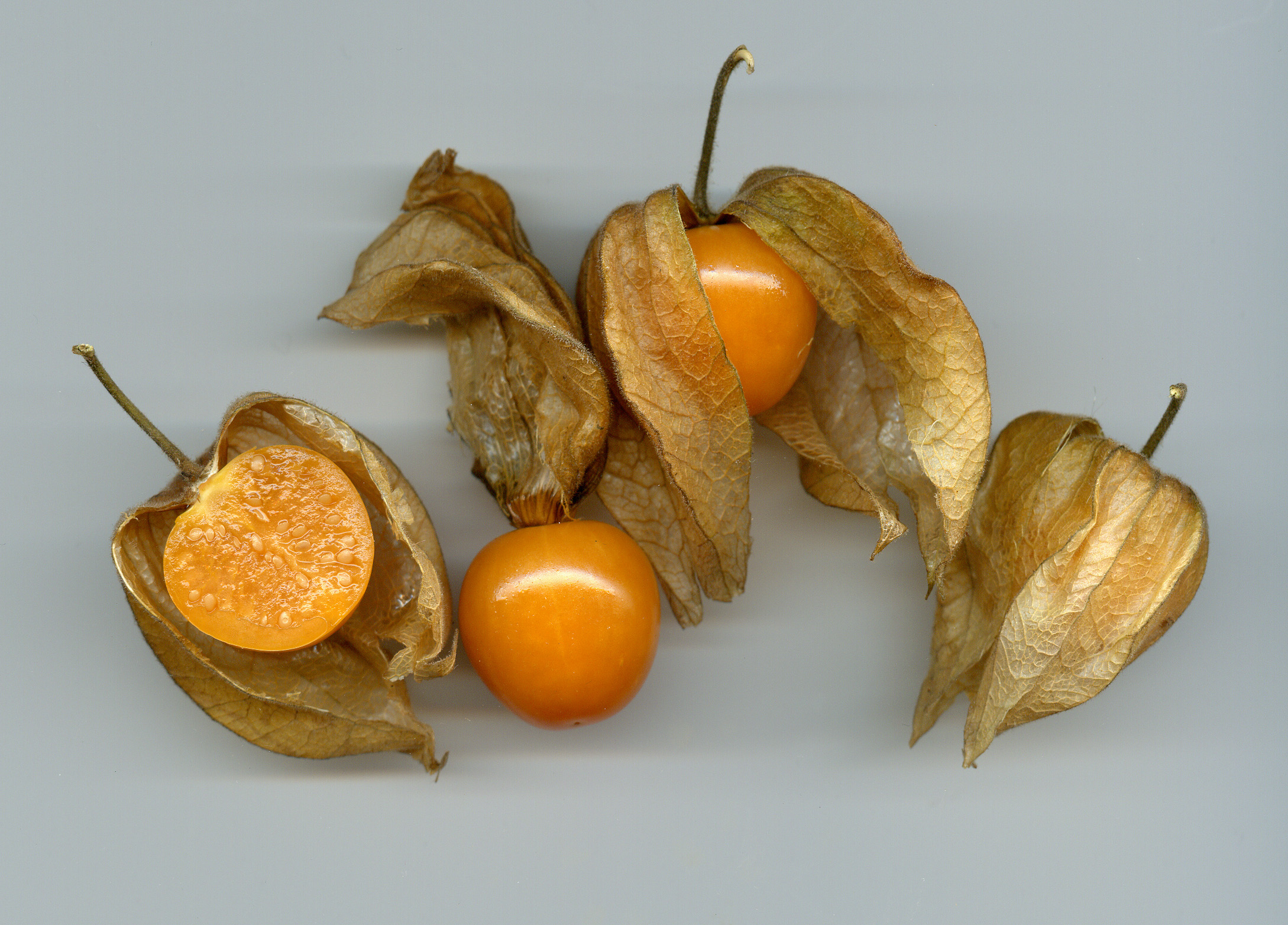
Reife Früchte der Kapstachelbeere

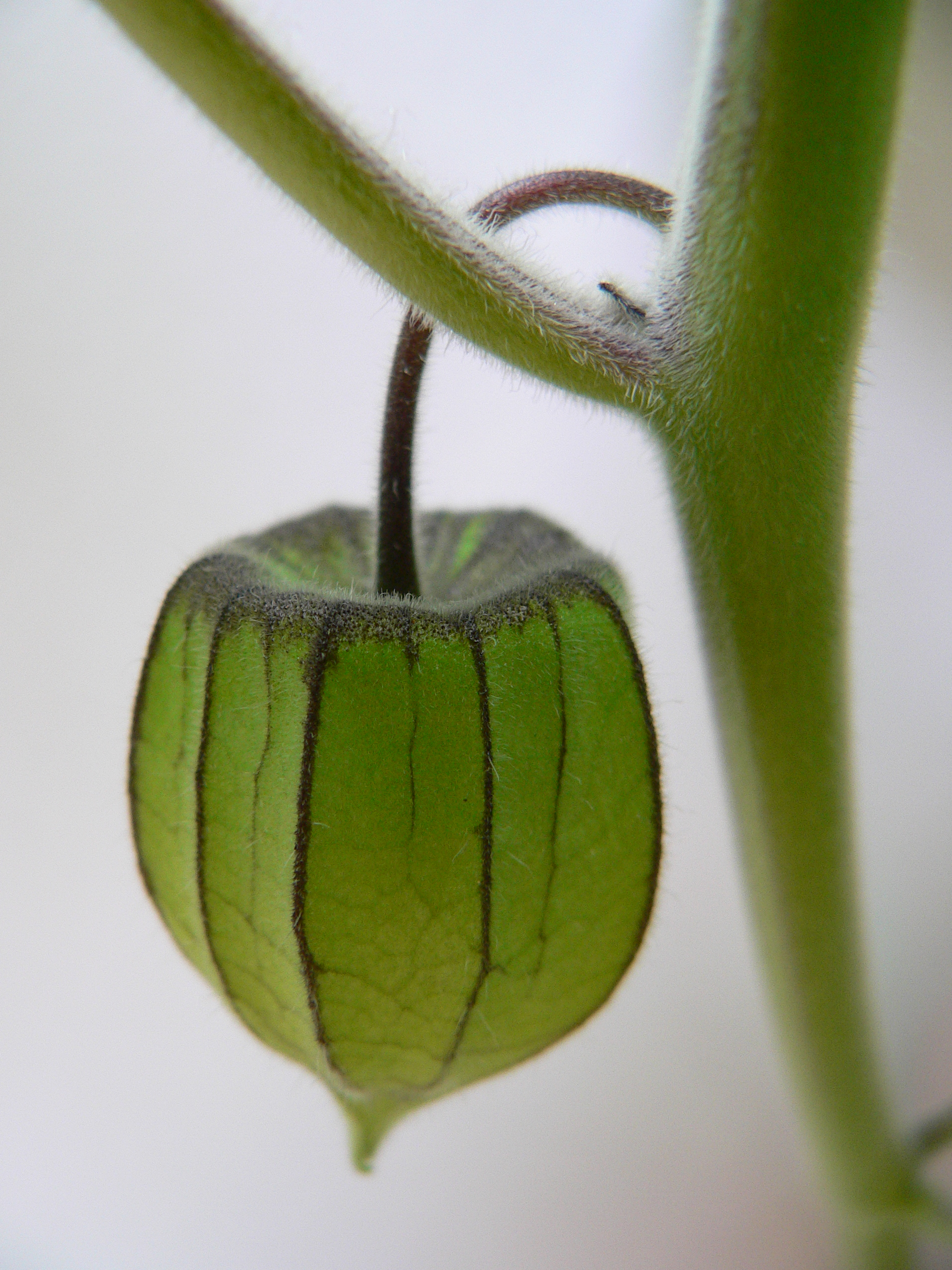
Kelchhülle der unreifen Frucht

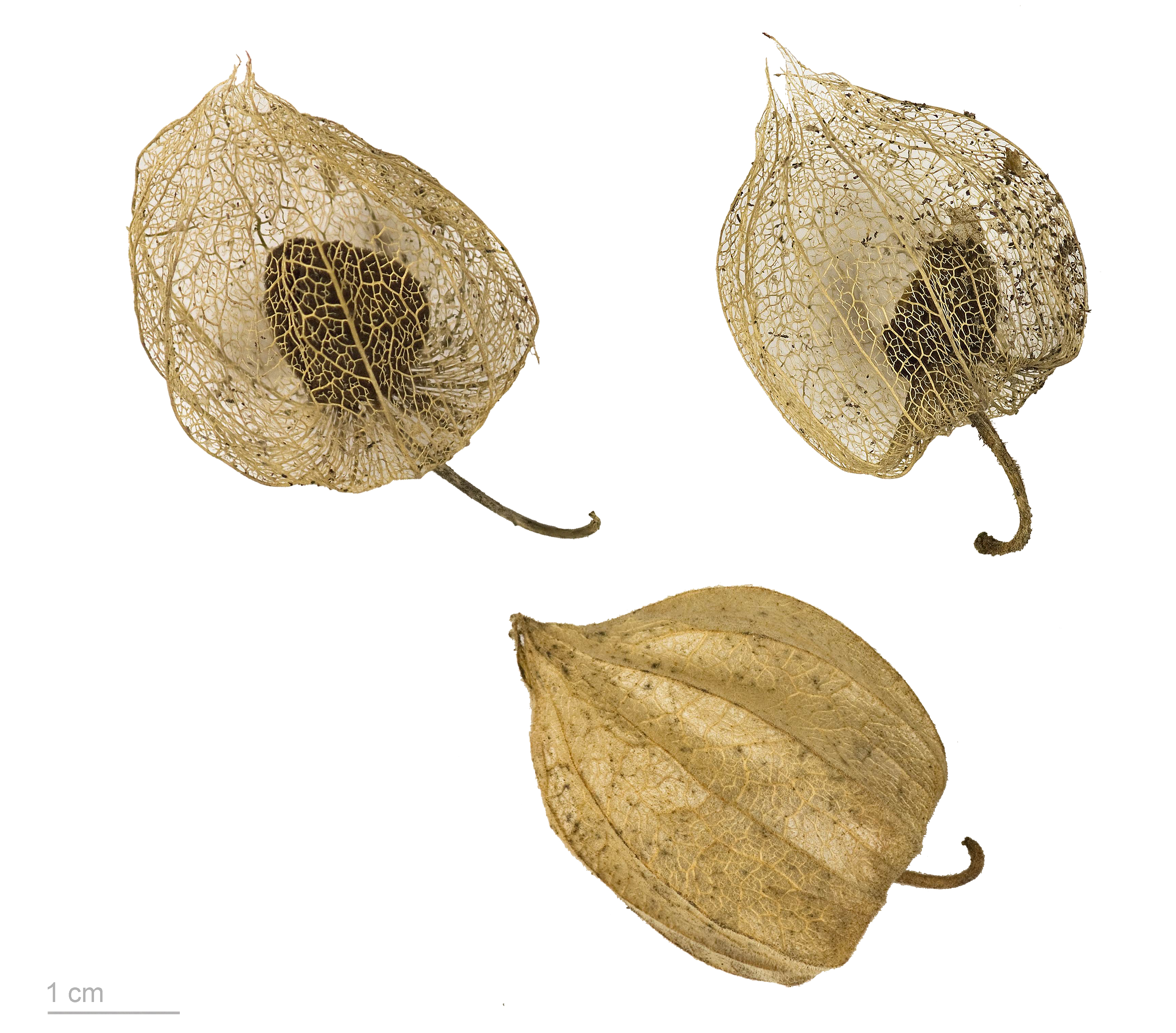
Trockene Früchte von Physalis peruviana

Die Kapstachelbeere (Physalis peruviana), nach dem botanischen Gattungsnamen oft verkürzt Physalis, aber auch Andenbeere, Andenkirsche und Peruanische Blasenkirsche, seltener Judenkirsche genannt, ist eine Pflanzenart aus der Gattung der Blasenkirschen in der Familie der Nachtschattengewächse (Solanaceae).

## Beschreibung
Die Kapstachelbeere ist eine ein- oder mehrjährige, aufrechte und krautige Pflanze, die Wuchshöhen von etwa 0,5 bis 2 Meter erreicht. Sie ist feinfilzig bis filzig behaart, die Trichome sind gelenkig und stehen meist im rechten Winkel von den rippigen Stängeln ab.
Die gestielten, einfachen Laubblätter besitzen eine eiförmige Blattspreite mit einer Länge von 5 bis 15 Zentimeter und einer Breite von 4 bis 10 Zentimeter. Die Spitze ist oftmals spitz bis zugespitzt, die Basis mehr oder weniger herzförmig. Der Blattrand ist ganz oder mit wenigen unregelmäßigen, größeren Zähnen besetzt. Sowohl Ober- als auch Unterseite sind mit anliegenden, gelenkigen Trichomen besetzt, wobei die Unterseite und die Bereiche an den Hauptadern etwas stärker behaart sind. Die rippigen und haarigen Blattstiele haben eine Länge von 2 bis 5 Zentimeter. Nach der Fruchtreife fallen die Blätter ab.
Die fünfzähligen, zwittrigen Blüten mit doppelter Blütenhülle stehen an bis etwa 1,5 Zentimeter langen und haarigen Blütenstielen. Sie erscheinen meist einzeln an den Blattachseln. Der stark haarige Kelch ist zur Blütezeit glockenförmig, 8 bis 9 Millimeter lang und an der Basis der Kelchzähne 4 bis 6 Millimeter breit. Die außen gekielten Kelchzähne sind dreieckig geformt und etwa genauso lang wie die Kelchröhre. Die gelbe, becherförmig verwachsene und feinhaarige und in der Kronröhre dicht und länger behaarte, 10-faltige Krone hat eine Länge von 10 bis 14 Millimeter und wird 12 bis 15 Millimeter breit und ist vor dem Schlund, durchscheinend, purpurfarben gefleckt. Die fünf kurzen Staubblätter bestehen aus 2 bis 4 Millimeter langen Staubfäden und violetten, 3,5 bis 4 Millimeter langen Staubbeuteln. Der Fruchtknoten ist oberständig, mit einem Griffel mit kopfiger Narbe.
An der wachsenden Frucht vergrößert sich der Kelch auf eine Länge von 3 bis 4 Zentimeter und einen Durchmesser von 2,5 bis 3 Zentimeter, lampionartig. Er ist weich behaart, zehnrippig oder leicht zehnwinkelig. Er trocknet dann zur Reife dünn, bräunlich und papierig aus. Er enthält eine vielsamige, gelbe bis orange, 12 bis 20 Millimeter lange und 10 bis 15 Millimeter breite, glatte, glänzende und eiförmige bis rundliche Beere. Sie steht auf der ausgestülpten Blütenachse, die einen Durchmesser von 3 bis 5 Millimeter erreicht. Die gelblichen, flachen und feingrubigen Samen sind etwa 2 Millimeter groß und etwa rundlich bis elliptisch.
Die Chromosomenzahl beträgt 2n = 48.

## Verbreitung
Die Heimat der Kapstachelbeere liegt in Südamerika; ihr Verbreitungsgebiet erstreckt sich über Venezuela, Bolivien, Kolumbien, Ecuador und Peru. Außerhalb dieser Gebiete wird sie oft kultiviert und ist oftmals verwildert anzutreffen.

## Systematik
Innerhalb der Gattung der Blasenkirschen (Physalis) wird die Kapstachelbeere in die Sektion Lanceolatae eingeordnet.

## Nutzung
Die Kapstachelbeere wird vor allem in Afrika, Südamerika, Indien sowie auf der indonesischen Insel Java angebaut und in die ganze Welt exportiert. Weitere Anbauländer sind Australien, Kenia, Neuseeland, die Vereinigten Staaten und Südfrankreich. In Deutschland wird sie meist unter dem Gattungsnamen Physalis gehandelt. Die Früchte reifen nach der Ernte nicht nach, sie zählen zu den nichtklimakterischen Früchten.
Die Früchte der Kapstachelbeere enthalten unter anderem Vitamin C, B1, Provitamin A und Eisen. Geschmacklich vereinigen Kapstachelbeeren – ähnlich wie Ananas – Süße mit deutlicher Säure; ihr Aroma ist jedoch eigenständig und intensiver als bei vielen anderen Früchten. In Afrika werden die Blätter der Kapstachelbeere traditionell als Pflaster zur Wundbehandlung und unterschiedliche Teile der Pflanze zur Behandlung von Durchfall verwendet.

## Nährstoffgehalt – Vitamine und Spurenelemente
| Energie = 222 kJ / 53 kcal | Wasser = 85,40 g   | Protein = 1,90 g      | Fett = 0,70 g    |
| Kohlenhydrate = 11,20 g    | Calcium = 9 mg     | Eisen = 1,0 mg        | Phosphor = 40 mg |
| Vitamin C = 11,0 mg        | Thiamin = 0,110 mg | Riboflavin = 0,040 mg | Niacin = 2,80 mg |
| Vitamin A = 36 µg          |                    |                       |                  |

Quelle: (in englischer Sprache) United States Department of Agriculture

## Namensgebung
Als „Kapstachelbeere“ wird die Physalis bezeichnet, seit portugiesische Seefahrer die Pflanze nach Südafrika gebracht hatten, wo sie gut gedieh und sich in der Umgebung des Kaps der Guten Hoffnung ausbreitete.
Der Name „Judenkirsche“ leitet sich von der Form des umgebenden Lampions (des Blütenkelchs) ab, der in seiner Form und Farbe den nach diversen Kleiderordnungen für Juden vorgeschriebenen Hüten ähnelt, die sich wiederum von der phrygischen Mütze ableiten lassen. Üblich waren diese seit dem Frühmittelalter.
Im spanischsprachigen Lateinamerika hat sich kein einheitlicher Name der Frucht durchgesetzt. Stattdessen gibt es verschiedene Bezeichnungen, die sich von Land zu Land oder von Region zu Region unterscheiden. In Peru heißt die Physalis aguaymanto nach ihrem Namen auf Quechua, awaymantu, aber auch tomatillo, tomate silvestre (Waldtomate), uchuba oder upshanqu. In Kolumbien sind die Namen guchavo, guchuva, uchuva, uvilla oder vejigón gebräuchlich, in Bolivien chirto (aus dem Aymara) und chupulí, in Chile auch bolsa de amor (Liebestasche) und in Mexiko cereza del Perú (Perukirsche).
Auf Hawaii, wo Physalis peruviana invasiv Dickichte bildet, heißt die Frucht Pohu, in Madagaskar und auf den nahegelegenen Maskarenen Pok Pok.